# In the Watches of the Night
In the Watches of the Night is een Amerikaanse stomme en korte film uit 1909 onder regie van D.W. Griffith.

## Rolverdeling
| Acteur             | Personage                |
| ------------------ | ------------------------ |
| Frank Powell       | Henry Brainard           |
| George Nichols     | John Whitney             |
| Marion Leonard     | Mevrouw John Whitney     |
| Gladys Egan        | Dochter van de Whitney's |
| Kate Bruce         | Een Werkster             |
| Dorothy Bernard    | -                        |
| Anthony O'Sullivan | Agent                    |
| Mary Pickford      | Vrouw bij Brainard's     |
| Mack Sennett       | Agent                    |
| Dorothy West       | Vrouw bij Brainard's     |